# Robin Thomas
Robin Thomas Grossman (ur. 12 lutego 1949 w Carlisle) – amerykański aktor telewizyjny, teatralny i filmowy, rzeźbiarz.

## Filmografia

### Filmy
- 1998: Ta ostatnia noc jako Steve Carlson
- 1990: Witaj w domu, Roxy Carmichael jako Scotty Sandholtzer
- 1995: Jade jako pan Green
- 1997: Mapa złudzeń jako Martin
- 1998: Zbuntowany klon jako Jason Ainsley
- 1998: Senator Bulworth jako dziennikarz w korytarzu
- 1999: Ostatnie takie ranczo (TV) jako Glenn Woods
- 2000: Ukryta prawda jako William Hanson
- 2002: Zatrzymani w czasie jako dr Gibbs
- 2003: Siostrzyczki jako Raymond Kingsley
- 2007: Klub Dzikich Kotek jako pan Holmes
- 2011: American Summer jako pan  Stenson
- 2013: Pacific Rim jako amerykański przedstawiciel ONZ

### Seriale TV
- 1982: As the World Turns jako dr Matt Butler
- 1983–1985: Inny świat jako Mark Singleton
- 1986: Cagney i Lacey jako Eric Webber
- 1986–1987: Who’s the Boss? jako Geoffrey Wells
- 1987: Matlock jako prokurator Burton Hawkins
- 1990: Szpital pod palmami
- 1990: Detektyw w sutannie jako Jonathan Cabot
- 1991: Detektyw Hunter jako detektyw Al Novak / Pan Canova
- 1991: Napisała: Morderstwo jako generał Innsmouth
- 1994: Dotyk anioła jako dr Harrison Trowbridge Archibald IV
- 1995–1996: Ich pięcioro jako pan Marshall Thompson
- 1988–1996: Murphy Brown jako Jake Lowenstein
- 1997: JAG: Wojskowe Biuro Śledcze jako Phil Delaney
- 1997–2002: Kancelaria adwokacka jako dr Stephen Barrett / Harry Duvall / Robert Adler
- 1998: Niebieski Pacyfik jako profesor Alan Watson
- 1998: V.I.P. jako Gower Jantzen
- 1999: Strażnik Teksasu jako Brian Whitman
- 1999: Szpital Dobrej Nadziei jako ksiądz
- 2000: Napisała: Morderstwo jako dr Donald Ward
- 2001: Wiecie, jak jest... jako producent
- 2002: Prezydencki poker jako senator Jack Enlow, D-IL
- 2003: CSI: Kryminalne zagadki Miami jako Bret Betancourt
- 2003: Queer as Folk jako Sam Auerbach
- 2002–2004: Babski oddział jako Louis Perillo
- 2004: Prawo i porządek jako gubernator Connecticut Michael Riordan
- 2003: Gorące Hawaje jako pan Jensen
- 2004: Dr House jako ojciec Dana
- 2005: Kevin Hill jako Harlan Davis
- 2005: CSI: Kryminalne zagadki Nowego Jorku jako Abel Bloom
- 2005: Ślepa sprawiedliwość jako Haden Eastman
- 2005: Zabójcze umysły jako Evan Davenport
- 2006: Bez śladu jako Michael Fletcher
- 2006: Dowody zbrodni jako Roger Felice
- 2007: CSI: Kryminalne zagadki Las Vegas jako Bill Dorton
- 2007: Podkomisarz Brenda Johnson jako Michael Morgan
- 2007: Układy jako Martin Cutler
- 2007: Kobiecy Klub Zbrodni jako Philip Davenport
- 2007: Agenci NCIS jako dr Neil Fleming
- 2007: Shark jako Evan Kendall
- 2008: Pod osłoną nocy jako Robert Fordham
- 2008: Kości jako Richard King
- 2008: Jedenasta godzina jako Tom Carraway
- 2009: 24 godziny jako zastępca prokuratora generalnego
- 2009: Gotowe na wszystko jako Dick Jackson
- 2009: Castle jako Alan Freeman
- 2010: Bez skazy jako Les Overmyer
- 2010–2011: Druga szansa jako Jack Bazile
- 2011: Prawo i porządek: Los Angeles jako Marty Fox
- 2011: Agenci NCIS: Los Angeles jako Dennis White
- 2011–2012: Switched at Birth jako Dale
- 2012: Partnerki jako Roger Deluth
- 2011–2013: 90210 jako Charles Sanderson
- 2014: Manhattan jako Maxwell Rubins
- 2015–2019: Crazy Ex-Girlfriend jako Marco Serrano
- 2016: Pełniejsza chata jako Fred Harmon
- 2016–2017: Zoo jako Max Morgan
- 2017: Transparent jako dr Crichton
- 2017: Prawo i porządek: Prawdziwa zbrodnia jako David Conn
- 2018: Zaprzysiężeni jako dr Max McCandless